# Partido Republicano. "Unión de Regionales en Cataluña"
El Partido Republicano: "Unión de Regionales en Cataluña" fou un partit polític fundat a Barcelona l'octubre de 1932 per defensar els drets de la població d'origen no català. Liderat per Manuel Estremera Estella i Rafael Sanchiz Vidal, es va integrar en la candidatura Concentración Española a les eleccions de novembre de 1932.